# مرشد العسل المنقط
مرشد العسل المنقط أو دليل المناحل المنقط (الاسم العلمي: Indicator maculatus) (بالإنجليزية: Spotted Honeyguide)‏ هو نوع من الطيور يتبع جنس مرشد العسل من فصيلة مرشدات العسل.